# Daniel Harris Reynolds
Daniel Harris Reynolds (14 décembre 1832 - 14 mars 1902) est brigadier général de l'armée des États confédérés au cours de la guerre de Sécession. Il est né à Centerburg, de l'Ohio , mais s'installe successivement en Iowa, au Tennessee , et enfin en Arkansas avant la guerre de Sécession. Il est avocat dans l'Arkansas avant la guerre. Après la guerre, Reynolds reprend sa pratique du droit et est membre du sénat de l'Arkansas pendant un mandat.

## Avant la guerre
Daniel Harris Reynolds naît le 14 décembre 1832 à Centerburg, en Ohio,. Il va à l'université Wesleyan de l'Ohio, à Delaware, en Ohio. Le futur brigadier général confédéré Otho F. Strahl est un camarade de classe. Reynolds fait des études de droit à titre privé, à Somerville, dans le Tennessee. Il est admis au barreau en 1858. Dans la même année, il part à Lake Village, en Arkansas.

## Guerre de Sécession
Daniel H. Reynolds devient capitaine de cavalerie dans la milice de l'Arkansas, le 25 mai 1861. Cette unité devient la compagnie A du 1st Arkansas Mounted Rifles dans l'armée des États confédérés et Reynolds devient son capitaine le 14 juin 1861. Il sert dans cette unité lors de la bataille de Wilson's Creek sous les ordres du colonel Thomas J. Churchill. Après avoir participé à quelques escarmouches dans le Missouri et l'Arkansas et à la bataille de Pea Ridge, le régiment est transféré pour servir sous les ordres du major général Earl Van Dorn, opérant à l'est du fleuve Mississippi.
Le régiment combat ensuite, à pied, sous les ordres du lieutenant-général E. Kirby Smith, et, plus tard, sous ceux du général Braxton Bragg au Kentucky et au Tennessee en 1862 et lors de la campagne de Tullahoma. Reynolds est promu commandant dans le régiment le 14 avril 1862, puis lieutenant-colonel le 1 mai 1862 et colonel le 20 septembre 1863, après la bataille de Chickamauga. Reynolds obtient de nombreuses distinctions pour son service, y compris les éloges de brigadier général Bushrod Johnson pour ses efforts à Chickamauga.
Reynolds est nommé brigadier général le 5 mars 1864. En avril et en mai, il a le commandement de brigades dans les départements confédérés du golfe et de l'Alabama et de l'est du Mississippi dans le cadre de la garnison à Mobile, en Alabama. Sa brigade fait partie intégrante de la division du brigadier général James Cantey dans l'armée du Tennessee en mai 1864. Elle combat lors de la campagne d'Atlanta, de la campagne de Franklin-Nashville et de la campagne des Carolines.
Reynolds est légèrement blessé lors de la bataille de Franklin au Tennessee, le 30 novembre 1864, où six généraux confédérés sont tués et six autres sont blessés. Il n'a pas officiellement de rapport de la blessure. Il prend part à la bataille de Nashville avec sa brigade qui permet de couvrir la retraite des confédérés de cette bataille.
Il reprend le commandement d'une brigade dans la division du général George D. Johnston en février 1865. Reynolds est frappé par un boulet de canon et perd sa jambe gauche à la bataille de Bentonville, en Caroline du Nord le 19 mars 1865.
Daniel H. Reynolds est libéré sur parole à Charlottesville, en Virginie, le 29 mai 1865 et gracié le 13 novembre 1866.

## Après la guerre
Après la guerre, Reynolds se marie et élève cinq enfants. Il reprend également sa pratique du droit à Lake Village, en Arkansas, et sert au sénat de l'État de l'Arkansas pendant un mandat en 1866-1867.
Daniel Harris Reynolds meurt à Lake Village, en Arkansas, le 14 mars 1902 et est enterré au cimetière de Lake Village.